# Guido Meller Mayr
Guido Meller Mayr (Santiago de Chile, 15 de octubre de 1940) es un ingeniero comercial, economista y profesor chileno.
Ingeniero comercial de la Universidad de Chile y doctor en Economía por la Universidad Johann Wolfgang Goethe de Alemania, ha sido vicerrector de Asuntos Económicos y Administrativos de la Universidad Austral, y vicerrector de Investigación y Postgrado de la Universidad Andrés Bello.
Fue rector de la Universidad San Sebastián en 2 periodos (entre 1995 a 2005 y 2007 a 2009).
Durante su primer rectorado en la Universidad San Sebastián tuvo un importante crecimiento. En el 2000 se inauguró el campus Las Tres Pascualas de la sede Concepción, a orillas de la laguna homónima, donde se instaló casa central de la universidad. El edificio recibió los premios Municipal de Arquitectura (Concepción, 2002) y el Bicentenario (2009). Bajo se gestión se crean facultades y carreras, como la Medicina Veterinaria, el año 2002.
Actualmente ocupa el cargo de Presidente de directorio del Instituto Profesional IPG..